# Меркулов, Юрий Алексеевич
Юрий Алексеевич Меркулов (род. 28 октября 1964) — советский дзюдоист, чемпион СССР, призёр чемпионата Европы, обладатель Кубка СССР, заслуженный мастер спорта СССР (1984), президент Федерации дзюдо Курской области. Тренировался под руководством Михаила Скрыпова.

## Спортивные результаты
- Чемпионат СССР по дзюдо 1984 года — ;

## Семья
Дочь Евгения — обладательница приза зрительских симпатий на конкурсе «Мисс Курск — 2008». Её муж — Александр Поветкин.